# Street Fighter - The Animated Series
Street Fighter (conhecido como Street Fighter: The Animated Series) é uma série de televisão animada canadense-americano produzida pela InVision Entertainment, baseada na franquia de videogames de mesmo nome da Capcom. A série foi ao ar como parte do Cartoon Express e Action Extreme Team - durou duas temporadas de 13 episódios que foram ao ar de 1995 a 1997, totalizando 26 episódios. O programa é baseado na série Street Fighter II, mas também empresta elementos da trama e personagens do filme live-action e os dois primeiros jogos de Street Fighter Alpha, além de outros jogos da Capcom, como Saturday Night Slam Masters, Magic Sword e Final Fight. De fato, houve três episódios na segunda temporada que foram adaptações desses jogos, os três episódios sendo "New Kind of Evil", "The Warrior King" e "Final Fight". Também no episódio "The Strongest Woman of the World", havia três robôs que se assemelhavam aos robôs da Cyberbots: Fullmetal Madness, e um monstro verde em "Getting to Guile" que lembrava Shielder, um chefe de Ghouls'n Ghosts, bem como um monstro vermelho que lembra o Firebrand daquele jogo.

## Resumo
O coronel William F. Guile é o líder dos "Street Fighters", uma força internacional de manutenção da paz disfarçada, composta por artistas marciais de todo o mundo.Eles frequentemente enfrentam o cruel General Bison e seu império criminoso em Shadaloo. Eles seguem um código de honra envolvendo as palavras-chave "disciplina", "justiça" e "responsabilidade".
Todos os 17 lutadores do Super Street Fighter II Turbo apareceram de alguma forma durante toda a série, com Guile, Chun-Li, Blanka, Ryu, Ken e Cammy atuando como personagens principais do show, enquanto M. Bison, Sagat, Vega e Zangief servem como os antagonistas primários. A versão arcade de Street Fighter Alpha: Warriors' Dreams foi lançada apenas recentemente quando o programa começou a ser exibido, a maioria dos novos lutadores que foram introduzidos nesse jogo fazem apenas uma aparição em um episódio ("The Medium is the Mensagem ") durante a primeira temporada. A segunda temporada (que foi ao ar após o lançamento de Street Fighter Alpha 2) apresentaria a série Alpha com mais destaque, com personagens como Rose (em "The Flame and the Rose") e Sakura (em "Second to None"), sendo o foco de certos episódios.Um episódio até adapta o enredo de Final Fight, cujos personagens foram apresentados como lutadores jogáveis na série Alpha. Alguns personagens não jogáveis dos jogos também foram apresentados no programa como os compatriotas de Cammy da Delta Red (apesar de terem nomes e desenhos de personagens diferentes) e Gouken. Em contraste, a esposa e a filha de Guile dos jogos (Jane e Amy) foram omitidas, dando a ele um novo interesse amoroso na forma de sua ex-noiva Cindy no lugar deles, enquanto a namorada de Ken, Eliza, também foi omitida em favor de transformar o personagem em um mulherengo como ele estava no filme live-action.
Enquanto a série faz referência aos eventos do filme de ação ao vivo, adotando alguns de seus elementos da história, como nomes completos e ocupações de certos personagens (por exemplo, William F. Guile, Chun-Li Xiang), a presença do Sawada (interpretado pelo ator japonês Kenya Sawada no filme) em certos episódios e o personagem de Blanka sendo uma amálgama de si mesmo e do amigo de guerra de Guile, Charlie (ou Nash no original japonês), também se desviou do filme em outros aspectos, particularmente no que diz respeito às respectivas alianças de Balrog e Dee Jay (voltando a como estavam nos jogos reais), bem como a lealdade de Zangief (que ainda trabalha para Shadaloo na série, apesar de deixar a organização para se juntar ao grupo de Guile até o final do filme).

## Personagens
- Guile - Protagonista da série, lidera um grupo não-organizado de combatentes do crime. Ele mantém seu nome completo do filme, Coronel William F. Guile. Ao contrário de sua história no videogame, não é casado e não possui filhos. Tem certo relacionamento amoroso com a ex-namorada Lucinda (personagem criada para o desenho) e também uma atração por Cammy. Aparece em todos os episódios da primeira temporada e na maioria da segunda.
- M. Bison - É o principal antagonista da série, sendo líder da organização criminosa Shadaloo.
- Chun-Li - Assim como nos jogos e no filme live-action, Chun Li quer se vingar da morte de seu pai provocada por Bison. Serve de líder feminina do grupo liderado por Guile. Ás vezes, como no filme, aparece como jornalista.
- Blanka - Diferentemente dos jogos, porém seguindo parte do enredo do filme, Blanka é o ex-amigo de combate de guerra de Guile, Charlie. Tornou-se uma fera devido a uma mutação provocada por Dr. Dhalsim, ex-cientista da Shadaloo. Chegou a ter sua forma de fera revertida na série, ficando com um visual muito semelhante a de Charlie na série de jogos. Acaba ganhando uma namorada, Mei Lei, filha do cientista que descobriu como reverter sua mutação, mas ela gosta dele independente de sua aparência.
- Ken Masters - Assim como aconteceu no filme, Ken só pensa em uma forma de ser rico, apesar de ajudar Guile em seu time. Porém, na segunda temporada, ele tem um comportamento menos fútil e é o único a bater Akuma no "World's Greatest Warrior".
- Ryu - é o mais maduro da sua dupla com Ken, seu companheiro de aventuras. Seu sobrenome na série é "Hoshi" e tem uma prima chamada Sachi, que aparece num único episódio da segunda temporada.
- Cammy White - era agente do MI5 da Inglaterra, até se incorporar ao grupo de Guile, por quem tem mútua atração. Porém, ela sofre lavagem cerebral de Bison durante a série mas no episodio "Cammy tell me the truth" ela volta ao normal . Assim como Chun-Li, também teve seus pais mortos por Bison.
- E. Honda - aparece na série como um hacker que invade sistemas governamentais.
- Dee Jay - diferentemente do filme, aparece como um dos heróis na série animada. Ele é o piloto de helicóptero do time.
- T. Hawk - faz aparição como um índio nativo americano na sériee agente duplo de Guile.
- Fei Long - também participa como membro da equipe Stree Fighter e ator de filmes de artes marciais.
- Dhalsim - é um ex-cientista da Shadaloo que passou a viver isoladamente no Himalaia como um adepto da Yoga a fim de purificar-se de seus erros passados. Mesmo tendo aversão à tecnologia, ainda faz uso de seus talento científicos para ajudar Guile.
- Rose - assim como outros personagens da série Alpha de jogos, fez algumas aparições sem fala na série. Porém, depois, teve um episódio baseado nela.
- Sakura - jovem estudante japonesa que quer aprender artes marciais após ver uma batalha entre Ryu e Sagat.
- Guy - apesar de ter feito uma pequena participação sem fala em uma luta contra Blanka, ganhou destaque em outro episódio totalmente baseado em Final Fight.
- Cody - assim como Guy, esteve presente no episódio de Final Fight.
- Zangief - Tem um papel similar ao que teve no filme, servindo de comparsa para Bison e a Shadaloo, bem ao contrário do fim do filme, onde percebe que Bison era o vilão..
- Sagat - O braço direito de Bison dentro da organização criminosa. Em seguida trai Bison no fim da série.
- Vega - aparece apenas em dois episódios, em ambos lutando contra Blanka, sem muita relevância. Seu segundo encontro foi por ter desfigurado seu rosto.
- Balrog - aparece em apenas um episódio, como especialista em computador trabalhando para Bison.
- Adon - também tem participação apagada, presente em apenas um episódio.
- Birdie - também presente na série em um só episódio.
- Akuma - o irmão maligno de Gouken, o mestre de Ryu e Ken, força lutas contra Guile, Bison e os dois discípulos de seu irmão.

## Guia de Episódios

### Primeira Temporada - Code of Honor
| # | Título original                    | Título português               | Exibição original      |
| --- | ---------------------------------- | ------------------------------ | ---------------------- |
| 1 | "The Adventure Begins"             | "A Aventura Começa"            | 21 de outubro de 1995  |
| Guile é contactado por Escher, enquanto realiza uma operação especial em seu trabalho. Bison acaba de roubar um vírus biológico que pode matar em até 24 horas de uma antiga namorada de Guile, Lucinda (também chamada de Cindy). Guile aciona um time formado por Chun Li, Ryu, Blanka e Ken e adentra a selva para acabar com o plano de Bison. Porém, Blanka e Ryu são contaminados. |                                    |                                |                        |
| 2 | "The Strongest Woman in the World" | "A Mulher mais Forte do Mundo" | 28 de outubro de 1995  |
| Bison está comandando uma usina nuclear na China, coincidentemente próximo ao povoado onde Chun Li nasceu e cresceu, que pode ser destruído em caso de acidente na usina. Guile aciona Chun Li e Blanka para a missão. Chun Li está concentrada em destruir Bison para impedir um desastre nuclear em seu povoado. Guile lhe dá suporte, mas Bison consegue escapar. |                                    |                                |                        |
| 3 | "Getting to Guile"                 | "O resgate de Guile"           | 4 de novembro de 1995  |
| Dee Jay alerta Escher e Chun Li que ambos caíram em uma emboscada armada por Bison e que Guile foi capturado. Bison faz lavagem cerebral em Guile para descobrir seu calcanhar de Aquiles e assim também pegar o restante dos Street Fighters. Entretanto, Chun Li convoca Ken, Ryu, Dee Jay e Blanka para se infiltrar na fortaleza de Bison e resgatar Guile. Após batalhas contra vários mutantes, Guile é resgatado e relembra o código de honra do grupo: disciplina, justiça e comprometimento.                                                          |                                    |                                |                        |
| 4 | "No Way Out"                       | "Sem Saída"                    | 11 de novembro de 1995 |
| Sagat usa seu vasto poder armamentício para provocar uma pequena guerra em Shadaloo (país fictício), na embaixada dos EUA, enquanto um jovem garoto fica preso no edifício que está sendo evacuado. Chun Li, Guile e Blanka fazem parte da operação de resgate, porém o americano fica preso junto com o garoto dentro do edifício. Ambos tentam escapar da patrulha de força de Sagat e ganhar acesso aos arquivos secretos no computador do prédio, que são, aparentemente, muito importantes.                                                               |                                    |                                |                        |
| 5 | "Demon Island"                     | "A Ilha do Demônio"            | 18 de novembro de 1995 |
| Bison rouba um projeto militar secreto que torna possível sua invisibilidade. Guile, ao lado de Dee Jay, Cammy e Blanka vão para uma misteriosa ilha onde Bison costuma usar como base para suas operações, porém o local é vigiado por Zangief. Enquanto Dee Jay enfrenta Zangief, Guile encara Bison. Os Street Fighters conseguem roubar o plano novamente e a ilha é inexplicavelmente explodida. |                                    |                                |                        |
| 6 | "Desert Thunder"                   | "Trovão no Deserto"            | 2 de dezembro de 1995  |
| Escher recebe a notícia de que um novo laser militar foi roubado por uma ciborgue feminina e T. Hawk. Escher determina que Guile e Blanka vão investigar o fato de T. Hawk possivelmente ter mudado de lado. Eles eventualmente enfrentam T. Hawk que após a batalha destrói o programa de computador contendo o sistema do laser. |                                    |                                |                        |
| 7 | "Dark Heart"                       | "Coração Duro"                 | 9 de dezembro de 1995  |
| Um cometa que faz uma trajetória de 1 milhão de anos está prestes a passar próximo a Terra, quando Bison usa seus poderes psíquicos para desviar a trajetória para se chocar com a Terra caso não receba uma enorme quantia em dinheiro. Guile, Blanka, Ken e Ryu são designados para o Himalaia para impedir Bison, mas o grupo se separa. Blanka encontra Dhalsim e o questiona sobre sua forma de monstro. Com a ajuda de Dhalsim, eles impedem Bison e salvam Ken e Ryu.                                                                                   |                                    |                                |                        |
| 8 | "The Medium is the Message"        | "O Meio é a Mensagem"          | 16 de dezembro de 1995 |
| Um torneio de luta está acontecendo na Índia e Escher envia Guile e os outros Street Fighters para competir. Bison atento, tem um plano duplo para pegar os Street Fighters. Envia seus novos combatentes mutantes para enfrentar os Street Fighters e faz Balrog criar um video de Guile e os outros destruindo um templo Hindu. Porém, ambos os planos falham e Guile salva um cientista com um flash kick em uma bomba. |                                    |                                |                        |
| 9 | "Eye of the Beholder"              | "O Olho de Beholder"           | 30 de dezembro de 1995 |
| Chega a notícia de que um cientista no Havaí pode reverter o quadro de Blanka, o tornando humano novamente. Entretanto, Vega também contata o mesmo cientista para mantê-lo jovem para sempre. Para isso, sequestra o cientista. Forçado, Blanka é obrigado a dar a cura para Vega em troca da vida do cientista. Quando estão em um avião, Blanka luta contra um assistente do cientista e Vega deixa cair o frasco com a cura, perdendo também a chance para a imortalidade.                                                                                 |                                    |                                |                        |
| 10 | "The Hand That Feeds You"          | "A Mão que Alimenta"           | 6 de janeiro de 1996   |
| Um primo de Ryu está em Hong Kong enquanto os Street Fighters investigam uma operação com drogas no local. O actor de filmes de artes marciais, Fei Long, diz que ensina os segredos da cidade para Guile caso esse lhe passe os segredos da concentração de Chi em energia para atacar. Ken e Ryu são capturados por alguns traficantes e depois salvos por Guile e Fei Long. |                                    |                                |                        |
| 11 | "Keeping the Peace"                | "Manter a Paz"                 | 20 de janeiro de 1996  |
| Uma pequena cidade perto de Shadaloo está em caos, pois diamantes raros foram encontrados como ricos na região. Sagat e muitos outros senhores da guerra estão à espreita, pois cada facção quer um pedaço do bolo. Guile é convidado por Escher para verificar a situação em nome dos Street Fighters. Enquanto isso, Sawada assumiu a antiga posição de Guile nas Nações Aliadas (AN) e atualmente está encarregado da presença militar. As hostilidades aumentam quando Guile consegue desarmar várias bombas na área com a ajuda de seu ataque Sonic Boom. |                                    |                                |                        |
| 12 | "Chunnel Vision"                   | "Problemas no Canal"           | 27 de janeiro de 1996  |
| Bison finalmente é capturado por Cammy e pelo MI5, serviço secreto britânico. Com a notícia, os apoiadores de Bison começam a explodir localidades na Inglaterra até que Bison seja solto e com um pagamento de 2 bilhões de libras. Zangief planta bombas no Canal da Mancha. Cabe a Guile, Cammy, Dee Jay e E. Honda resolver a situação. |                                    |                                |                        |
| 13 | "Strange Bedfellows"               | "Alianças Esquisitas"          | 3 de fevereiro de 1996 |
| Um misterioso guerreiro começa a derrotar vários aliados de Bison e dos Street Fighters. Ambos culpam um ao outro pelos acontecimentos. Porém, logo é revelado que o misterioso combatente se trata de, nada mais nada menos, que Akuma. Ele quer uma luta até a morte entre Bison e Guile, para depois enfrentar o vencedor. Ambos são forçados a trabalhar em conjunto para destruir Akuma, porém esse some via teletransporte. |                                    |                                |                        |

### Segunda Temporada - Soul Power
| # | Título original                  | Título português                        | Exibição original       |
| --- | -------------------------------- | --------------------------------------- | ----------------------- |
| 14 | "The Hammer Strikes"             | "O Ataque de Hammer"                    | 21 de setembro de 1996  |
| Precisando de ajuda dos Street Fighters, Dhalsim é atendido em uma região montanhosa remota para encontrar a cura da doença mental de Blanka. Porém, a ciborgue feminina, conhecida como Satin Hammer, está de volta e quer roubar uma bomba atômica que Dhalsim possui. Guile escala Blanka, T. Hawk e Sawada para a missão, mesmo com os sentimentos existentes entre T. Hawk e a ciborgue. Porém, eles conseguem conter Satin Hammer enquanto Dhalsim desativa a bomba.                                                                           |                                  |                                         |                         |
| 15 | "Cammy and the Bachelor"         | "Cammy e o Solteirão"                   | 28 de setembro de 1996  |
| Uma onda de crimes estão acontecendo em Londres a mando de Bison, e Guile, Cammy e Honda, auxiliados pelo MI5, são escalados para impedir Bison, Birdie e Sodom. Durante a batalha, Bison toma conta da mente de Cammy que passa a ajudá-lo. Mesmo com os apelos de Guile, ambos fogem. |                                  |                                         |                         |
| 16 | "New Kind of Evil"               | "Um Novo Tipo de Mal"                   | 5 de outubro de 1996    |
| Chun Li é atacada por um misterioso mutante e pede auxílio a Guile e Blanka para resolver o problema. Eles encontram um cientista de Bison realizando experiências com mutantes e lutam contra aberrações criadas por ele. Durante a batalha, Blanka é atingido por uma forte dose de líquido mutante, o transformando ainda mais em fera. |                                  |                                         |                         |
| 17 | "The World's Greatest Warrior"   | "Os Maiores Guerreiros do Mundo"        | 12 de outubro de 1996   |
| Enquanto visitam o mestre Gouken, Ken e Ryu são surpreendidos por Akuma que rouba o Chi de Gouken e promete fazer o mesmo com os dois guerreiros. Porém, ele dá tempo aos dois para que aumentem suas capacidades de luta. Durante uma batalha para ficar mais forte, Ken machuca o braço de Ryu, deixando-o impossibilitado de lutar. Com isso, Akuma derrota facilmente Ryu, porém não consegue conter a fúria de Ken. |                                  |                                         |                         |
| 18 | "So, You Want to be in Pictures" | "Então, Você quer Aparecer em um Filme" | 5 de novembro de 1996   |
| Fei Long convida Ryu e Ken para participarem de seu último filme. Porém, os investidores do filme abandonam o projeto, deixando Fei Long sem um vilão. Ken pede ajuda financeira ao seu pai, um milionário, para que o filme continue. Com o dinheiro, Ken se sente na oportunidade de mudar o roteiro e deixá-lo como estrela principal no lugar de Fei Long. Ambos entram em conflito, o que faz Ken acidentalmente queimar todo o estúdio. |                                  |                                         |                         |
| 19 | "Face of Fury"                   | "A Face da Fúria"                       | 15 de novembro de 1996  |
| Blanka e Guile são enviados ao Oriente Médio para conter hostilidades entre árabes e israelenses, porém o comportamento animal de Blanka, ampliado, ataca a todos eles. Vega, vendo tudo de dentro da prisão, resolve se vingar de Blanka. Para isso, ele escapa e vai para o Havaí pegar Mei Lei, antiga paixão de Blanka. Quando se encontram, Blanka furioso quase mata Vega com sua força animal descomunal, porém é contido por Guile, Chun Li e, principalmente, Mei Lei.                                                                      |                                  |                                         |                         |
| 20 | "Cammy Must Die!"                | "Cammy Tem que Morrer!"                 | 23 de novembro de 1996  |
| Bison usa Cammy e sua criação cibernética La Lupa para roubar uma estátua que tem poderes mágicos. Guile e o MI5 entram em batalha contra Cammy, que ao bater a cabeça, se liberta do poder psíquico de Bison. Cammy os leva ao esconderijo de Bison, mas é dominada novamente pelo chefe da Shadaloo. Bison foge com Cammy, para desespero de Guile. |                                  |                                         |                         |
| 21 | "The Flame and the Rose"         | "A Chama e a Rosa"                      | 9 de dezembro de 1996   |
| A mística e psíquica Rose sente que o mundo está ficando fora de controle. Ela culpa Blanka e Ken por liberarem tanta energia negativa, que está sendo catalisada pelo mundo. Rose os captura para fazê-los lutar e ver que não são apenas o mal e o ódio. Com a ajuda de ambos, eles batem Bison, o verdadeiro gerador de tanta energia maligna. Eles atacam Bison e destroem a estátua que ele havia roubado com ajuda de Cammy, assim como todo o castelo onde estava. Porém, Bison consegue escapar novamente.                                   |                                  |                                         |                         |
| 22 | "The Warrior King"               | "O Guerreiro Rei"                       | 4 de janeiro de 1997    |
| Um guerreiro rei tem defendido suas terras de todo o mal por anos. Porém, suas terras ficam próximas a Shadolaw e Bison ordena que as terras sejam incorporadas ao seu "país". Os Street Fighters são chamados e Chun Li é a primeira a confrontar Bison. O guerreiro rei aparece de repente e ajuda Chun Li no combate. Ambos tem uma paixão repentina, porém o guerreiro deixa Chun Li. |                                  |                                         |                         |
| 23 | "The Beast Within"               | "A Besta Dentro de Si"                  | 18 de fevereiro de 1997 |
| Blanka descobre que no meio da selva existe uma planta que pode reverter seu quadro de mutação. Guile e Lucinda vão para a selva tentar convencê-lo a voltar e ficam sabendo de algumas histórias em relação a tal planta. Blanka encontra um garoto selvagem na floresta e o ajuda na luta contra alguns nativos e sua família. O garoto é na verdade um alienígena que caiu no local com sua família. Blanka se torna amigo dele, e ao lado de Guile e Lucinda, eles o defendem dos nativos locais e o ajudam a voltar para o seu planeta.         |                                  |                                         |                         |
| 24 | "Second to None"                 | "Segundo para Nada"                     | 11 de abril de 1997     |
| Ryu é uma lenda em Shadowlaw, e Sakura sua maior fã. Porém, quando Sagat manda queimar todos os locais que contenham imagens de Ryu, Sakura entra em ação. Ela bola um plano para ir a Nova York atrás de seu ídolo, que é visitado no hospital por Ken. Quando Ken vai a uma missão na África, Sakura convence Ryu a ajudá-la em Shadowlaw contra Sagat. Esse aceita o confronto e Ryu tem outro embate épico. |                                  |                                         |                         |
| 25 | "Final Fight"                    | "A Batalha Final"                       | 27 de abril de 1997     |
| O roteiro desse episódio é baseado no jogo Final Fight, também da empresa Capcom, produtora de Street Fighter. O novo prefeito de Metro City, Mike Haggar, tem a filha sequestrada pela gangue Mad Gear e Ryu e Ken vão resgatá-la. Guile, Escher e Haggar bolam um plano para Ken e Ryu se infiltrarem na gangue, o que acaba gerando o protesto de Cody. Quando os dois amigos encontram Belger, chefe da Mad Gear, com Cody e Guy, eles sabem que é hora de resgatar Jessica, a filha do prefeito. Guy derrota Belger a Haggar resgata sua filha. |                                  |                                         |                         |
| 26 | "Cammy Tell Me True"             | "Me Diga a Verdade Cammy"               | 14 de maio de 1997      |
| Quando Bison captura alguns membros do MI5, o governo britânico é obrigado a criar um plano de resgate. Bison domina um sistem nuclear que aponta bombas nucleares para várias partes do mundo, a fim de destruí-lo. Guile e Chun Li contam com a ajuda de Sagat, que não quer o mundo destruído, para resgatar Cammy. Eles se infiltram na base de Bison e todos, incluindo o grupo do MI5, conseguem conter Bison e destroem o computador central que controlava as bombas salvando a Terra a tempo.                                               |                                  |                                         |                         |

## Crossover
O episódio 22 ("The Warrior King") é parte 1 de um crossover de 4 episódios com vários outros programas que foram ao ar como parte do bloco de programação "Action Extreme Team" da USA Network:
- Savage Dragon (1995-1996, Estados Unidos): episódio 21 (208) "Endgame" (Parte 2)
- Mortal Kombat: Defenders of the Realm (1996, Estados Unidos): episódio 9 "Resurrection" (Parte 3)
- Wing Commander Academy (1996, Estados Unidos): episódio 8 "Recreation" (Parte 4)

## DVD
A empresa ADV Films lançou dois DVD´s da série, com as uma temporada em cada DVD. A primeira, nomeada com o nome da série, Street Fighter: Code of Honor foi lançada em 13 de abril de 2003 e contém todos os episódios da primeira temporada, e a segunda, chamada de Street Fighter: Soul Powers em 13 de maio de 2003, contendo todos os episódios da segunda temporada. Nenhum dos dois possui legendas ou dublagens em português.
Ambos os conjuntos de DVD estão esgotados. O episódio "Final Fight" foi incluído como conteúdo desbloqueável no videogame Final Fight: Double Impact de 2010. Um conjunto de jogos do colecionador do 25º aniversário de Street Fighter, que inclui um disco Blu-ray de toda a série de TV, foi lançado na América do Norte em 18 de setembro de 2012. A Discotek Media relançou a série em 2015. Em 2019, todos os episódios da 1ª e 2ª temporadas estavam disponíveis no site japonês VideoMarket no Japão.

## Recepção
Apesar de durar duas temporadas, Street Fighter recebeu uma recepção predominantemente negativa. 411Mania incluiu a série em uma lista de 2010 intitulada "As 8 piores falhas de franquia do Street Fighter", alegando que "a animação é inferior ao Capitão Planeta, a história é artificial e o diálogo é miserável". Nick Chester do Destructoid chamou o show de "uma abominação" e "espetacularmente horrível". 1UP.com comparou a série ao filme Street Fighter - A Última Batalha, dizendo que "enquanto os fãs de SF adoram citar o filme... eles geralmente ficam menos entusiasmados com o desenho animado da manhã de sábado que foi ao ar nos EUA.". Em uma outra postagem, o mesmo 1UP.com incluiu a série em sua lista dos "5 melhores animações não tão clássicas de videogame", rotulando a série de "muito ruim", e afirmando: "Você se lembra quando Guile recrutou todos os personagens do jogo para um grupo paramilitar antiterrorista secreto? Eu também não" e ainda "eu me lembro claramente de um episódio em que Ryu e Ken estão juntos na cama rindo e decidem fazer uma guerra de travesseiros. Sem brincadeira. Isso aconteceu." Embora Street Fighter tenha sido omitido da lista de 2010 da GamesRadar de desenhos animados de videogame "verdadeiramente horrendos", ainda foi mencionado como "uma terrível abominação que teria entrado em nossa lista se Darkstalkers não a tivesse eliminado".